# Psyroides
Psyroides là một chi bướm đêm thuộc họ Geometridae.